# كلود هوبير
كلود هوبير (بالفرنسية: Claude Hubert)‏ هو عداء مشي فرنسي، ولد في 16 مارس 1914، وتوفي في 12 ديسمبر 1977.

## وصلات خارجية
- كلود هوبير على موقع أوليمبيديا (الإنجليزية)